# Яннарис, Михалис
Миха́лис Я́ннарис (греч. Μιχάλης Γιάνναρης, более известный как Хадзи-Михалис Яннарис, греч. Χατζή-Μιχάλης Γιάνναρης; 1833, Лакки, Кидониа, Ханья, Османский Крит — 17 июля 1916, Ханья, Греческое королевство) — греческий революционер и военачальник, поэт. Позднее политический деятель Критского государства.

## Биография

### Семья

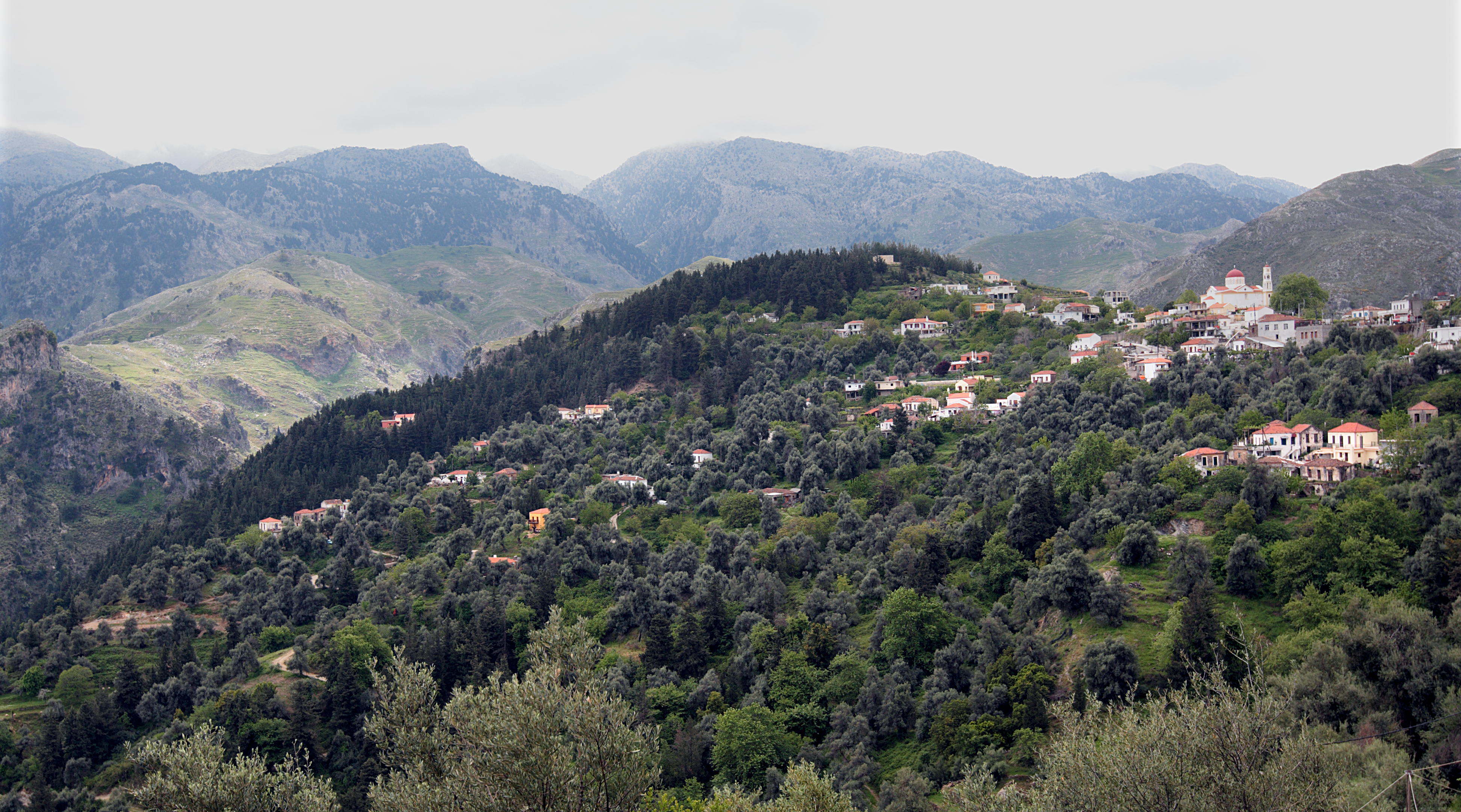
село Лакки, родина Михалиса Яннариса

Михалис Яннарис родился в горном селе Лакки, епархия Кидонии, нынешнего нома Ханья в 1833 году, в период когда остров Крит ещё оставался под османским контролем.
Родоначальником семьи был Скулис Коккос, византийский дворянин на венецианской службе, который обосновался на Крите в 1692 году, после неудачной попытки венецианцев отвоевать остров. У Коккоса было трое детей. Один из них, Яннис Коккос, был гигантом, вследствие чего именовался современниками Яннарос (то есть великан Яннис).
Яннарос, давший начало фамилии (впоследствии получившей форму Яннарис), был прадедом Хадзи-Михалиса Яннариса. В период XVIII—XIX веков семья дала Криту многих известных повстанцев и военачальников. Отец Хадзи-Михалиса, Яннис, также был повстанцем, но впоследствии стал священником.

### Детство и юность
В 1848 году, вместе с 2 из 4 своих детей, Михалисом и Панайотисом, священник Яннис Яннарис совершил восьмимесячное паломничество в Палестину.
Все трое вновь крестились в Иордане. В силу утвердившейся в греческих и балканских землях традиции, по аналогии с мусульманским хаджем, участники паломничества в Палестину получили префикс Хадзи.
Письму и чтению Михалис учился у своего отца священника. Михалис, как и его предки, был гигантом и с молодости носил длинную бороду.

### Начало повстанческой деятельности
Имея неукрощённый и непреклонный характер, в возрасте 25 лет был вовлечён в эпизод, который историографы отмечают как начало его повстанческой деятельности.
В ходе Крымской войны, 20 сентября 1855 года, турки праздновали по всей империи падение Севастополя. Празднуя радостное для них событие, турецкие беи собравшиеся в селе Киртомадо громко выкрикивали оскорбительные эпитеты в адрес российского императора и Православия. Яннарис, вместе со своим двоюродным братом, также Михалисом Яннарисом (Яннаромихелис) нарушили турецкое торжество, избили турок и ранили ножами 7 из них.
Впоследствии Яннарис был арестован и заключён в крепость Фиркас в Ханья, а затем в крепость города Ретимнон. Попытался бежать, был ранен, вновь арестован и наконец освобождён после предоставления большого выкупа.
Вновь принял участие в восстании 1858 года, попал в плен и заключён в крепость города Гераклион. Был освобождён с условием оказать влияние на своих земляков, с тем чтобы они прекратили просить защиту Франции.
В 1860 году Яннарис отправился в Греческое королевство, с целью вступить в элитный Батальон критян. После того как незадолго до изгнания короля Оттона батальон был расформирован, вернулся тайком на Крит. Вновь был арестован, бежал, скрывался в горах пока ему не была предоставлена амнистия.

### Критское восстание (1866—1869)
Яннарис принял заметное участие в Критском восстании 1866-69 годов и стал командующим повстанцев епархии Кидонии. Турки именовали его «кара шейтан» (чёрный дьявол). 27 сентября 1866 года, дабы отомстить ему, Мустафа-паша снёс до основание его дом и сжёг Лакки.
В восстании 1866 года погибли двое из его братьев, Панайотис и Антонис.
Восстание пошло на убыль под одновременными карательными мерами осман и давлением «Великих держав». Яннарис со своими бойцами укрылся в Самарийском ущелье. Отряд Яннариса продолжал сражаться, невзирая на многократные силы обложивших его турок, холод и голод, и сдался только после предоставления амнистии. Яннарис был отправлен в Константинополь

### В России
Султан Абдул-Азиз, пытаясь завоевать его доверие и переманить на свою службу, держал его под домашним арестом, а не в тюрьме. На Пасху 1870 года, под предлогом Святого причастия, Яннарис посетил константинопольский Фанар.
При содействии посла России в Константинополе Николая Павловича Игнатьева, бежал из церкви, переодетый священником, и был переправлен из Константинополя в Одессу.
Российские власти, признавая заслуги Яннариса и его убеждение, что только единоверная Россия может помочь Криту и Греции, предоставили ему почётную месячную субсидию.
Яннарис обосновался в Таганроге, где оставался до весны 1877 года.

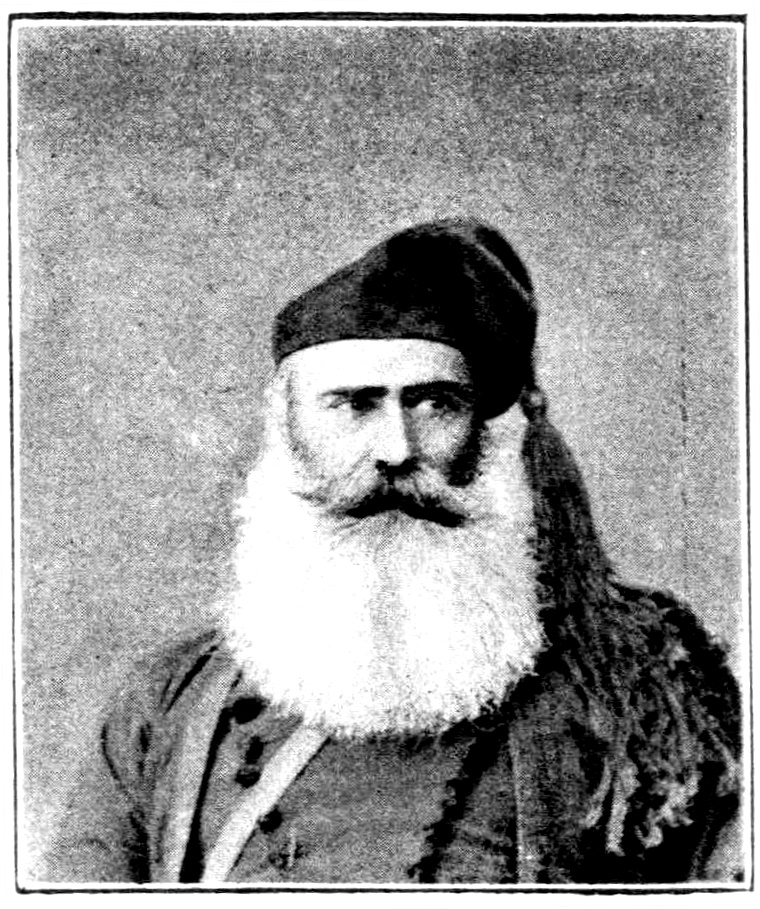
Яннарис в 1890 году

В годы своего пребывания в Таганроге и при поддержке Евгении Скараманга, богатой гречанки из местной греческой общины, Яннарис начал писать свои мемуары и поэму «Молодая критянка» («Η Κρητικοπούλα») (1874), действие которой происходит в годы Критской революции 1866-69. Некоторые источники утверждают, что он вступил в русскую армию и дослужился до высоких званий.

### Критское восстание 1877—1878
Начало русско-турецкой войны в апреле 1877 года вызвало очередное Критское восстание. Яннарис с трудом добрался до Крита в декабре и возглавил повстанцев своего родного региона Кидоние. Отличился в сражениях при Аликиану, при Керамион и при Лакки.
В результате поражения Османской империи в войне, турки пошли на ряд существенных уступок в пользу православного греческого населения острова, в рамках Соглашения Халепы. Но Сан-Стефанский мир не предусматривал перемен в статусе Крита, а последовавший Берлинский конгресс решил, что остров будет по прежнему оставаться османской территорией. Яннарис уехал в Афины.

### Критское восстание 1897—1898
С началом очередного Критского восстания в 1897 году 65-летний Яннарис вернулся на Крит.
7 февраля 1897 года и возглавляя отряд критян принял участие в «славной победе» корпуса полковника Тимолеона Вассоса над 4 тысячами турок в сражении при Ливадиа.
В результате восстания 1897—1898 годов остров получил полуавтономный статус и было создано Критское государство.

### Критское государство
Яннарис стал депутатом Критского парламента от Ханья. Стремление критян к завершению энозиса, т.е полного воссоединения с Грецией, не ослабевало.
В ноябре 1911 года 80-летний Яннарис стал председателем правящего Революционного собрания критян (с полномочиями премьер-министра) и возглавил делегацию депутатов Парламента Крита, которая намеревалась принять участие в заседании Парламента эллинов, что де-факто означало бы воссоединение острова с Грецией. Однако опасаясь дипломатических осложнений с «Великими державами», критский революционер Элефтериос Венизелос, ставший к тому времени премьер-министром Греции, не допустил этого совместного заседания.
После этого и в знак протеста против действий Венизелоса, Яннарис подал в отставку со своего поста, в пользу Антониоса Михелидакиса. Тем не менее, критяне провозгласили его почётным председателем Революционного собрания.

### Энозис

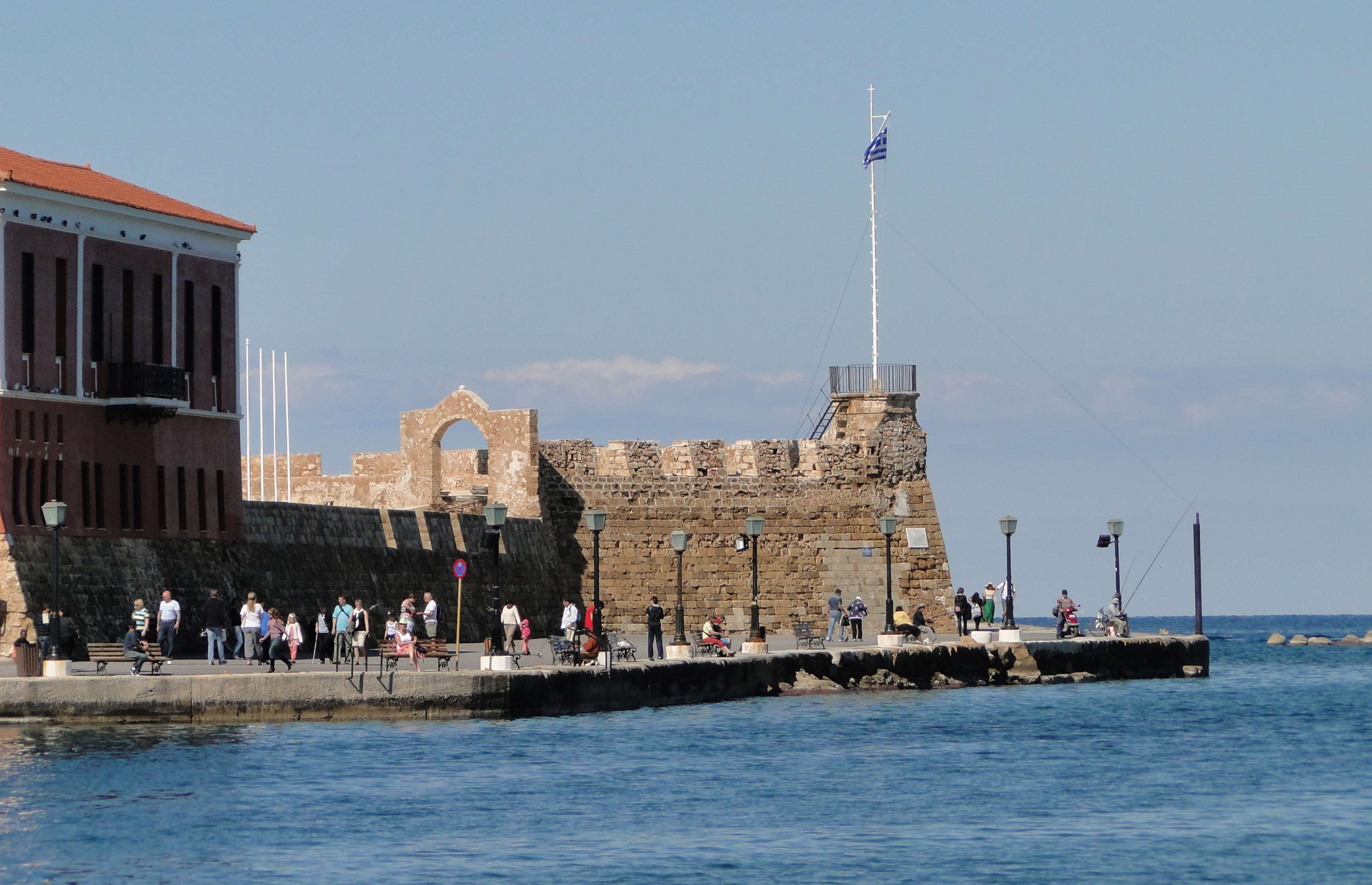
Крепость Фиркас в Ханье, в которой Яннарис был узником и над которой в 1913 году поднял флаг Энозиса

После завершения победоносных для греческого оружия Балканских войн, 1 декабря 1913 года в Ханья состоялась официальная церемония энозиса (воссоединения) Крита с Грецией в присутствии короля Константина и премьер-министра Венизелоса.
В ходе официальной церемонии, 88—летний Яннарис, вместе с другим ветераном критских восстаний и односельчанином, 94-летним А. Мандакасом, подняли греческий флаг над османской крепостью Фиркас, в которой в своё время он был заключённым. Одновременно, греческие корабли, стоявшие на рейде, произвели 101 залпов.
Михалис Яннарис умер 21 июля 1916 года в Малеме, пригороде Ханья. Был похоронен с почестями генерала.

## Мемуарист и поэт
Получив только домашнее образование (у своего отца священника) Яннарис является автором мемуаров в 4-х томах и эпико-лирической поэмы о восстании 1866 года, под названием «Молодая критянка» («Κρητικοπούλα»).
«Критянку» он написал в 1874 году, в Таганроге. Поэма состоит из 4029 ямбических пятнадцатислоговых рифмованных стихов и разбита на 157 глав. Поэма эмоциональна и передаёт пережитое поэтом в годы войны. Он не изучал исторических источников, чтобы написать свой эпос и писал о том что пережил сам и то что узнал у участников событий.
Поэма Яннариса была впервые издана в 1894 году и была переиздана через 120 лет, по инициативе и при содействии Исторического архива Крита и Морского музея Крита.
Искусствовед Константин Фурнаракис в своём исследовании поэмы Яннариса характеризует её историческим эпосом и проводит параллели с Гомером: 1) Яннарис обращается к Богородице — Гомер к Музе 2) Яннарос представляет сходку старейшин в Омалос — Гомер сходку на агоре 3) Яннарис представляет поэтический каталог своих героев — также как Гомер в Илиаде.
В отличие от племянника Михалиса Яннариса, профессора филологии шотландского университета Св. Андрея Антониса Яннариса, который при всём своём уважении к героической жизни своего дяди, без восторга отзывается о его поэзии, Фурнаракис считает, что «Молодая критянка» продолжает литературную традицию от Гомера через Корнароса к Соломосу.
Пафос повествования, эпические сцены, в сочетании с идиоматикой живого языка западного Крита 19-го века, дают основание Фурнаракису провести ещё одну параллель и именовать поэму Яннариса «Эротокритосом» Крита османского периода.